# Мюрцштег
Мюрцштег (нем. Mürzsteg) — коммуна (нем. Gemeinde) в Австрии, в федеральной земле Штирия. 
Входит в состав округа Мюрццушлаг.  Население составляет 612 человек (на 31 декабря 2005 года). Занимает площадь 108,58 км². Официальный код  —  6 13 10.

## Политическая ситуация
Бургомистр коммуны — Карлхайнц Майер (СДПА) по результатам выборов 2005 года.
Совет представителей коммуны (нем. Gemeinderat) состоит из 9 мест.
- СДПА занимает 6 мест.
- АНП занимает 2 места.
- АПС занимает 1 место.